# Steuerüberwälzung
Steuerüberwälzung (oder Überwälzung) ist in der Finanzwissenschaft und in der Wirtschaft eine Form der Steuerabwehr durch die erlaubte Verlagerung der Steuerlasten von einem Wirtschaftssubjekt auf ein anderes. Von Preisüberwälzung wird bei Unternehmen gesprochen, wenn bestimmte Kostenarten gestiegen sind (etwa Lohnkosten) und diese Steigerung unter Beibehaltung der Gewinnspanne auf die Marktpreise übertragen wird.  
Im Steuerrecht gibt es den Steuerpflichtigen, der als Steuerschuldner die Steuern an das Finanzamt abzuführen hat (§ 33 Abs. 1 AO). Die „Steuer abführen“ bedeutet, dass der Steuerpflichtige als Zahlungspflichtiger die so genannte Zahllast trägt, also seine Steuerschuld durch Zahlung erfüllen muss (Steuerzahler). Von dieser Zahlung der Steuer ist die Steuertragung und von der Zahllast die Traglast des Steuerdestinatars zu unterscheiden. So wird beispielsweise die Umsatzsteuer (oder Mehrwertsteuer) von den Unternehmen aus dem vereinnahmten Kaufpreis bezahlt (Steuerzahlung und Zahllast liegen bei den Unternehmen), doch ist die Umsatzsteuer ein Bestandteil des Kaufpreises (Bruttopreis), der vom Verbraucher gezahlt wird. Deshalb liegen die Steuertragung und die Traglast beim Verbraucher. In dieser Unterscheidung zwischen der Steuerzahlung/Steuertragung bzw. Zahllast/Traglast liegt die Überwälzung, weil Steuertragung und Traglast von den Unternehmen auf die Verbraucher verlagert werden. Steuerüberwälzung findet mithin statt durch die Verlagerung der Steuerlast vom Steuerzahler auf den Steuerträger.
Bereits im Jahre 1882 brachte der Nationalökonom Josef Kaizl das erste grundlegende Werk über die Steuerüberwälzung heraus. Am Beispiel des Bieres erläuterte er die Unterschiede: Der Bierbrauer, der die Biersteuer entrichten muss, ist Steuerzahler, der Konsument soll die Steuerlast tragen und Steuerträger sein. Durch Zahlung der Biersteuer belastet der Bierbrauer zunächst seine Liquidität; da er die Biersteuer aber durch seine Preiskalkulation in den Bierpreis einbezieht, erhält er die Liquiditätsbelastung über die Umsatzerlöse zurück. Durch die – um die Biersteuer – erhöhten Umsatzerlöse ist letztlich der Konsument der Steuerträger. Dieser Vorgang der Steuerüberwälzung sorgt dafür, dass die Steuerlast beim Verbraucher bleibt und dieser in Höhe der Steuerlast weniger Konsumausgaben tätigen kann (Zwangssparen).

## Direkte und indirekte Steuern
Direkte Steuern sind dadurch gekennzeichnet, dass nach dem Gesetzeszweck der Steuerzahler gleichzeitig auch Steuerträger sein soll (beispielsweise Einkommen-, Körperschaft- oder Abgeltungsteuer). Direkte Steuern sollen nach dem Willen des Gesetzgebers vom Steuerschuldner auch wirtschaftlich getragen werden; sie sind „Tragsteuern“. Indirekte Steuern sind dagegen vom Gesetz darauf angelegt, dass der rechtlich Zahlungspflichtige die Steuer wirtschaftlich nicht tragen, sondern sie im Preis berücksichtigen soll und damit die Steuerlast wirtschaftlich auf den Verbraucher abwälzt. Dazu gehören die Umsatzsteuer und alle Verbrauchsteuern. Die Rechtsprechung versteht die Überwälzbarkeit als Wesensmerkmal aller Verbrauchsteuern. Für die Einordnung der Steuerarten ist es ohne Belang, wer die Steuer tatsächlich trägt, sondern wer sie nach dem Gesetzeszweck tragen soll. Es kommt bei der Unterscheidung auch nicht darauf an, ob die Überwälzung gelingt.

## Makroökonomie
Ob und inwieweit eine Steuerüberwälzung gelingt, hängt von der Preiselastizität der Güter und Dienstleistungen ab. Je unelastischer der Preis ist, umso eher kann eine Überwälzung in die Preise stattfinden. Eine Steuerüberwälzung gelingt vollständig, wenn eine vollkommen unelastische Nachfrageelastizität (die Güternachfrage ist vom Marktpreis unabhängig) vorhanden ist. Die Finanzwissenschaft hat inzwischen nachgewiesen, dass auch direkte Steuern überwälzt werden (können), während die Überwälzung der indirekten Steuern nicht immer gelingt. Die Überwälzbarkeit direkter Steuern ist sogar gesetzlich vorgesehen, nämlich etwa die Überwälzung der Grundsteuer auf den Mieter (§ 2 Nr. 1 BetrKV in Verbindung mit § 556 Abs. 1 BGB). Das seit Januar 1968 geltende Umsatzsteuerrecht führt zu einer völligen Überwälzung der indirekten Steuern auf den Verbraucher, weil für die Unternehmen in der Absatzkette die Umsatzsteuer wegen des Vorsteuerabzugs den Charakter eines durchlaufenden Postens hat.
Die Finanzierungsfunktion der Steuern wird sowohl durch direkte als auch durch indirekte Steuern erfüllt, weil sie als Staatseinnahmen zur Finanzierung der Staatsausgaben dienen. Eine allokative Lenkungsfunktion kommt eher bei den indirekten Steuern vor, weil sie etwa als Alkoholsteuern oder Tabaksteuern den Konsum dieser Güter gesundheitspolitisch beeinflussen oder als Mineralölsteuern umweltpolitische Bedeutung besitzen.

## Wirtschaftliche Aspekte
Unter Überwälzung wird heute in der Wirtschaft nicht nur die Verlagerung von Steuerlasten verstanden, sondern auch die Übertragung von Kostenarten (Personalkosten, Materialkosten) von Unternehmen auf Kunden, obwohl das sie übertragende Unternehmen Kosten- oder Lastenträger bleiben müsste. Steigen beispielsweise die Lohnkosten stärker als die Arbeitsproduktivität, können die betroffenen Unternehmen versuchen, diese Kostensteigerung durch Preiserhöhung an die Käufer weiterzugeben (zu überwälzen; Lohn-Preis-Spirale). Das gelingt, wenn auch andere Unternehmen (Konkurrenten) sich gleichförmig verhalten, es kommt zum Anstieg der Produktpreise und damit zur Lohnkosteninflation (englisch wage push inflation). Gelingt dies nicht (etwa weil die Konkurrenten die Preise nicht erhöhen oder bei schlechtem Auftragseingang), sinkt die Gewinnmarge der Unternehmen. Eine Steuerüberwälzung gelingt mikroökonomisch vollständig, wenn eine vollkommen unelastische Nachfrageelastizität (die Güternachfrage ist vom Marktpreis unabhängig) vorhanden ist.
Wird auf dem Geldmarkt der Leitzins von der Zentralbank verändert, so werden die Geschäftsbanken diese Veränderung in ihren Soll- und Habenzinsen an den Nichtbankensektor weitergeben.
Dabei ist empirisch nachgewiesen, dass die Anpassung der Sollzinsen bei Zinserhöhungen schneller geschieht als bei den Habenzinsen und umgekehrt.
Bestimmte Unternehmensrisiken können im Rahmen der Risikoüberwälzung auf dritte Risikoträger übertragen werden.

## Abgrenzungen
Die Finanzwissenschaft unterscheidet die Überwälzung (englisch shifting) von der Auflage (englisch impact) und der Steuerinzidenz (englisch incidence). Aufgelegt oder auferlegt wird die Steuer dem Steuerschuldner, denn bei ihm wird sie formal erhoben, obwohl er sie im Ergebnis wirtschaftlich jedoch nicht tragen soll. Ferner wird zwischen Vor- oder Fortwälzung und Rückwälzung unterschieden. Vorwälzung ist die Weitergabe der Steuer vom Verkäufer auf den Verbraucher mittels Preiserhöhung (die eigentliche Überwälzung), also wenn ein Unternehmer im Anschluss an eine Steuererhöhung seine Verkaufspreise heraufsetzt; gleicht dagegen der Steuerschuldner die Steuerlast durch Senkung seiner Einkaufspreise aus, liegt eine Rückwälzung vor. Von Querwälzung wird gesprochen, wenn ein Unternehmen in Reaktion auf die Erhöhung einer speziellen Gütersteuer nicht den Preis des besteuerten Produkts heraufsetzt, sondern den eines anderen Produkts.